# 中山区 (大连市)
中山区是辽宁省大连市一个市辖区，为大连市的金融和商业中心。中山区位于大连市区东南部。區人民政府駐青泥窪橋街道一德街83號。
中山区内聚集了国内国外众多的银行、保险公司、金融公司。大连市最著名的两条商业街——天津街和青泥洼桥也位于中山区。
中山区应纪念孙中山先生精神而得名。中山地域最早见于史载是在东汉。明代，中山区域称“青泥岛”。1945年12月8日，更名为中山区。主要景点有老虎滩海洋公园、海之韵公园。
2017年，中山区地区生产总值732亿元，增长7%；一般公共预算收入19.05亿元，增长18.3%。

## 历史沿革

### 早期歷史
中山地域最早见于史载是在东汉。《三国志·魏书》中《邴原传·卷十一》记载，东汉时中原著名学者邴原曾避乱辽东，“原欲归故里，止于三山”。即邴原在辽阳（襄平）居住十余年后，在返山东时，在“三山”又居留若干年。“三山”得名于大连湾口外的三山岛，当年的“三山”泛指三山岛对岸的大陆，其中包括今中山区域在内，这是中山区最早的称谓。
唐朝初年，中山区域称“三山浦”。唐初征高句丽时，唐军曾在三山岛储备粮秣军械，为攻取大黑山卑沙城做准备。至唐贞观年间，中山区域称“青泥浦”。
明代，中山区域称“青泥岛”。明天启年间中山区域又称“三山海口”。
清同治九年松山寺古刹重建碑（1870年6月）铭文中有“大清国盛京奉天府金州郡西旅安社青泥洼”字样，可知当时中山区域称“青泥洼”。考其源，因这里临海一带地势低洼，海滩有大片淤泥，船家向陆地看呈青乌色，故名。

### 俄日租借
1898年，俄羅斯租借旅大地區后，把租借地定名“关东州”。“州”是俄国边疆地区的行政区划，与省同级。
1899年8月11日，俄羅斯皇帝尼古拉二世下令，在青泥洼一带建商港和城市。城市取名为“达里尼市”。
1902年5月俄羅斯皇帝敕令，将达里尼市改为特别市，并设立市政厅、市参议会、港务局、警察署等统治机构。市管辖区域当时分市区、郊区两部分。市内区有欧洲区（今二七广场至友好广场之间）、行政区(胜利桥铁路以北)、中国人区（今北京街一带）；郊区分老虎滩区和沙河口区。老虎滩区包括寺儿沟、大岭前、转山屯、棒捶岛、傅家庄、老虎滩。市政厅设在行政区之中心部位，即原大连自然博物馆旧址。
日俄战争结束后，日本取代俄羅斯租借關東州，组建军政署。日本统治当局在沿用俄国城市规划的基础上不断修订，城区规划面积由14.5平方千米扩展到170平方千米。同时不断扩建港口，修筑道路，建设游乐园，开辟海滨浴场。
1905年2月，日本当局把达里尼市改名为大连市。關東州日治期间，统治机构几经更迭。
1906年9月，设大连民政署衙门在日本桥（今胜利桥）北。
1915年9月以后，關東都督府对大连城市区实行市制，即设若干町街组成街区，今中山区域大体属于东大连区。城郊及农村实行会制，为州民政署下的第三级政权机构，中山区域农村大体属岭前会、老虎滩会。会下设屯、街，配屯、街长，管理日常事务。

### 戰後至今
1945年8月22日，苏联红军攻佔旅大，实行军事管制。11月8日，大连市政府成立。12月8日，改黑咀子区为中山区，以纪念孙中山。
1946年2月7日，大连市区政会议决定大连市内设中山、西岗、沙河口、寺儿沟、岭前5个区，原中央区和南山区并入中山区，并于2月21日成立中山区政府。
1950年12月，中山区政府改称中山区人民政府；在城市区公所改为区人民政府的同时，将寺儿沟的7个坊并入，共有25个坊，即：王家屯、北斗、春海、春和、春德、兴和、桂林、武昌、昆明、武汉、华昌、友好广场、解放、枫林、青泥洼桥、永和、胜利桥、友好、菜市、天津、民生、民主广场、安乐、明泽、北海公园坊。
1953年6月，撤销坊改建为街道居委会。
1955年4月，中山区人民政府改称中山区人民委员会。
1954年初，将25个街道居委会，调整为18个街道，即：明泽、兴和、民主、民生、永和、天津、民乐、青泥洼桥、友好广场、解放、枫林、华乐、春德、春海、春和、昆明、华昌、桂林街道办事处。
1959年8月，岭前区并入中山区。
1959年9月，将原有25个街道（含岭前区撤销后并入的7个街道）合并为八一路、虎滩、桃源、葵英、青泥洼桥、天津、解放、民乐、春海、桂林等10个街道。
1960年4月，成立中山区公社，将10个街道调整成立青泥洼桥、桃源、葵英、天津、春海、枫林6个分社。
1962年9月，撤销城市公社，恢复街道办事处。将6个分社改为青泥洼桥、桃源、葵英、天津、春海、枫林、八一路、虎滩、明泽、桂林、春和、民乐、民主、昆明等14个街道。
1969年9月，街道相继成立革命委员会，同时调整部分区划：将八一路和民乐2个街道革委会划归西岗区管辖，将虎滩公社并入桃源公社、桂林公社并入枫林公社后，共辖青泥洼桥、天津、民主、明泽、春和、春海、枫林、昆明、葵英、桃源10个公社，下属71个街道。 
1978年，撤销城市公社，恢复街道办事处，名称不变。其后，随着城市人口的增加和市区的扩大，增设了虎滩、桂林、转山3个街道。
1991年末，中山区辖13个街道：枫林、桂林、春和、民主、天津街、明泽、青泥洼桥、昆明、春海、桃源、葵英、虎滩、转山。
1998年12月末，中山区辖13个街道（春海、春和、桂林、虎滩、葵英、昆明、民主、明泽、青泥洼桥、天津、转山、枫林、桃园），共有社区285个。
2003年底，春海街道、春和街道合并为海军广场街道，民主街道、明泽街道合并为人民路街道，桂林街道、枫林街道合并为桂林街道，青泥街道、天津街街道合并为青泥街道，虎滩街道、转山街道合并为虎滩街道。葵英街道、昆明街道、桃源街道不变。
2004年1月，调整街道规模和行政区，13个街道办事处合并为8个街道办事处，下设51个社区居民委员会至今。
2013年，增设东港街道。 此时，中山区下辖海军广场、桂林、人民路、青泥洼桥、昆明、葵英、桃源、老虎滩、东港9个街道。
2019年12月，大连市政府对中山区部分行政区划作出调整，将东港街道、桂林街道、昆明街道撤销，分别并入人民路街道、青泥洼桥街道、葵英街道。

## 行政区划
中山区下辖6个街道办事处：
海军广场街道、人民路街道、青泥洼桥街道、葵英街道、桃源街道和老虎滩街道。

## 人口
根據第七次全國人口普查數據，截至2020年11月1日零時，中山區常住人口388564人。